# CD80
CD80, или B7-1, — мембранный белок суперсемейства иммуноглобулинов, содержащий постоянный иммуноглобулиновый домен и вариабельный рецептор-связывающий домен. Имеет сходство с другим белком группы B7 CD86 (B7-2), с которым часто действует совместно, связываясь с тем же рецептором при стимуляции T-лимфоцитов.

## Функция
CD80 находится на поверхности многих клеток иммунной системы, включая B-лимфоциты, моноциты и антигенпрезентирующие клетки, такие как дендритные клетки. Является лигандом для рецепторов CD28 (для ауторегуляции и межклеточных связей) и CTLA-4 (для отрицательной регуляции и клеточной диссоциации), оба из которых расположены на T-клетках.
CD80 связывается с CD28 и CTLA-4 с низкой аффинностью и быстрой кинетикой связывания (Kd =4 мкМ), что позволяет быстрые взаимодействия между коммуницирующими клетками. Это взаимодействие приводит к важному костимилирующему сигналу в иммунологическом синапсе между антигенпрезентирующими B-лимфоцитами, дендритными клетками и T-клетками, который обеспечивает активацию, пролиферацию и дифференциацию T- и B-клеток. CD80 играет особенно важную роль в процессе лицензирования дендритных клеток и активации цитотоксических Т-лимфоцитов. Когда комплекс между MHC-II главного комплекса гистосовместимости и пептидом на поверхности дендритной клетки взаимодействует с рецептором на поверхности Т-хелпера, происходит повышение экспрессии CD80, что, в свою очередь, позволяет лицензирование дендритной клетки и взаимодействие между дендритной клеткой и CD 8+ T-клеткой через CD28. Это облегчает сигнал для дифференциации T-клетки в цитотоксический Т-лимфоцит.
CD80, часто в тандеме с CD86, играет существенную и многогранную роль в регуляции как приобретённого, так и врождённого иммунитета. Белок CD80 играет ключевую роль в активации иммунных клеток в ответ на патоген. Активация происходит опосредованно через стимуляторное взаимодействие с CD28 и включает увеличение образования цитокинов, клеточную пролиферацию и предотвращает апоптоз этих клеток. Взаимодействие между CD80 и CD28 также ещё более стимулирует дендритные клетки, образование цитокинов, в особенности провоспалительного интерлейкина 6. Нейтрофилы могут активировать макрофаги с CD80 через свой CD28. В противоположность стимулирующему эффекту взаимодействия CD80 с CD28 белок CD80 может регулировать иммунную систему через ингибирующее взаимодействие с CTLA-4. Дендритные клетки подавляются комплексом CTLA-4-CD80, который также оказывает подавляющее влияние на регуляторные Т-клетки, что предотвращает иммунный ответ на «свой» антиген.
Кроме лигандов CD28 и CTLA-4, CD80 может взаимодействовать с лигандом на поверхности естественных киллеров, которые в результате уничтожают клетку, экспрессирующую CD80. CD80 также может играть роль в отрицательной регуляции Т-хелперов и Т-клеток памяти. Если связь между антигенпрезентирующей клеткой и T-клеткой стабильная, то T-клетка способна убрать CD80 с поверхности антигенпрезентирующией клетки. В таком случае этот перенос может привести к апоптозу T-клетки. Наконец, перенос сигнала, опосредованный CD80 на B-лимфоците может регулировать секрецию антител во время инфекции.
Кроме этого, CD80 является рецептором для аденовирусов подгруппы B.

## Клиническое значение
Сложные функции CD80 в иммунной системе предполагают, что нарушение функционирования этого белка способно приводить к различным заболеваниям. Повышенная активность CD80 связана с различными аутоиммунными заболеваниями, включая такие как рассеянный склероз, системная красная волчанка и сепсис, что может быть частично связано с избыточно активными T-клетками. Кроме этого, CD80 также может способствовать распространению вируса иммунодефицита человека (HIV) в организме. CD80 также ассоциирован с различными видами рака, возможно, в том числе из-за индуцирования толерантности за счёт взаимодействия с регуляторными Т-клетками либо, наоборот, ингибирования роста опухоли и метастазирования, связанных с повышенной экспрессии CD80. Это показывает ту сложную роль, которую CD80 играет в организме.
Активация клеточной смерти, опосредованной естественными киллерами, за счёт действия CD80 исследовалось с целью разработки иммунотерапии, действующей через индукцию CD80 на поверхности раковых клеток. Некоторые терапевтические подходы в лечении аутоиммунных заболеваний основаны на подавлении CD80, включая иммунодепрессанты, ресвератрол из красного винограда и куркумин из турмерика.

## Структура
CD80 состоит из 288 аминокислот, молекулярная масса 33,0 кДа. Является гомодимером. Содержит единственный трансмембранный фрагмент. Молекула содержит 2 иммуноглобулиновых домена (Ig-подобные домены типа V и C2) и, таким образом, относится к белкам суперсемейства иммуноглобулинов.